# Frédéric van Rossum
Frederik van Rossum (förnamnet oftast stavat på franskt vis ’Frédéric’), född den 5 december 1939 i Ixelles, död  24 februari 2025 i Bouge, var en belgisk kompositör och pianist av nederländskt ursprung.
van Rossum studerade vid konservatoriet i Bryssel. Utöver komponerandet har han verkat som lärare vid musikkonservatorierna i Bryssel och Liège. Han verkar också som dirigent. Hans musik följer en romantisk expressionistisk tradition med influenser från nutida musik.

## Kompositioner
- Catharsis för två pianon
- Adagio för piano, opus 4
- Sonata in un tempo för piano, opus 5
- Cantate Sacrée för kör och piano, opus 9
- Douze miniatures för piano, opus 10
- Sinfonia concertante for Horn, Piano, Percussion, and Orchestra, opus 11 (1967)
- Douze miniatures för orkester, opus 13
- Divertimento för stråkar, opus 15
- Conte bleu för piano, opus 24 nr.2
- Eglogue för piano, opus 24 nr.1
- Epitaphe för orkester och stråkar, opus 25
- Réquisitoire för brass och slagverk, opus 28
- Concerto pour piano et orchestre “Slovienska Duca”, opus 30 (1975)
- Three short pieces for the white keys för piano, opus 31 - Hommages à Stravinski, Górecki och Prokofiev
- Concerto pour violon et orchestre n° 1, opus 37 (1980)
- Concerto pour cor et orchestre, opus 39
- Black and White för piano, opus 40 (1982)
- Little Style-studies för piano, opus 41
- In memoriam Glenn Gould för piano, opus 43 (1984)
- Douze préludes för piano, opus 44 (1985-1986)
- Concerto pour violon et orchestre n° 2, opus 45
- Aria a modo di vocalizzo, opus 47
- Ballade för piano, opus 49 (1989)
- Waves för piano, opus 51 (1990)
- Al di la dello scuro för piano (1995)

## Utmärkelser
- 1965 : Premier Grand Prix de Rome
- 1972 : Prix Koopal
- 1973 : Grand Prix musical Paul Gilson (Québec, Canada)
- 1977 : Prix Fuerison